# Maisa Rojas
María Heloísa Juana Rojas Corradi, conocida como Maisa Rojas (Temuco, 10 de agosto de 1972), es una física, climatóloga e investigadora chilena. Es especialista en estudios de la comprensión de la evolución y la dinámica del clima en el hemisferio sur del planeta Tierra. Desde el 11 de marzo de 2022 se desempeña como ministra del Medio Ambiente de su país bajo el gobierno del presidente Gabriel Boric.

## Estudios
Nació en Temuco, en 1972. Realizó sus estudios primarios y secundarios en el Colegio Instituto Santa María de la comuna de Ñuñoa. Continuó los superiores cursando una licenciatura de ciencias con mención en física en la Facultad de Ciencias de la Universidad de Chile en 1996, y luego, en 2001, efectuó un doctorado en física de la atmósfera en la Universidad de Oxford, Reino Unido.

## Trayectoria profesional
Se ha desempeñado como profesora asociada en el Departamento de Geofísica de la Universidad de Chile y fue directora del Centro de Ciencia del Clima y la Resiliencia (CR)2, siendo sus áreas de investigación paleoclima y cambio climático regional, trabajando en la evaluación de impactos en diferentes sectores, como agricultura y recursos hídricos, utilizando como herramientas de análisis los modelos climáticos numéricos.
Fue coordinadora del Comité Científico Asesor de Cambio Climático y autora principal del capítulo paleoclimático del Quinto Informe de Evaluación (AR5) del Grupo Intergubernamental de Expertos sobre el Cambio Climático (IPCC). Además, colaboró en el Sexto Informe también como autora principal.
Asimismo, fue coordinadora del Comité Científico para la COP25 del Ministerio de Ciencia, Tecnología, Conocimiento e Innovación; integrante del Consejo Asesor Presidencial de la COP25 y participante de la delegación chilena de la COP26.
En agosto de 2021, se anunció que será parte del International Climate Councils, que busca proporcionar asesoramiento y evaluaciones formales, basadas en evidencia, sobre mitigación del clima y políticas de adaptación. El mes siguiente expuso sobre la crisis climática en la Convención Constitucional de Chile.

## Trayectoria política
Políticamente independiente, durante la segunda vuelta de la elección presidencial de Chile de 2021 se desempeñó como vocera de la agenda medioambiental del candidato de Apruebo Dignidad Gabriel Boric. Una vez electo presidente, este la designó como ministra del Medio Ambiente. El gabinete ministerial fue anunciado el 21 de enero de 2022 y asumieron sus funciones el 11 de marzo de aquel año.

## Publicaciones
Nota: Esta es una lista de los trabajos científicos más citados de la investigadora; para revisar el listado completo revise el perfil del investigador en Google Scholar.
- Stocker, T. F.; Qin, D.; Plattner, G.-K.; Alexander, L. V.; Allen, S. K.; Bindoff, N. L.; Brion, F.-M.; Church, J. A. et al. (2013). «Technical summary». Climate Change 2013: The Physical Science Basis. Contribution of Working Group I to the Fifth Assessment Report of the Intergovernmental Panel on Climate Change. Cambridge University Press. ISBN 978-1-107-66182-0. Consultado el 21 de enero de 2022.
- Intergovernmental Panel on Climate Change, ed. (2014). Information from Paleoclimate Archives. Cambridge University Press. pp. 383-464. ISBN 978-1-107-41532-4. doi:10.1017/cbo9781107415324.013. Consultado el 21 de enero de 2022.
- Garreaud, R.; Lopez, P.; Minvielle, M.; Rojas, M. (1 de enero de 2013). «Large-Scale Control on the Patagonian Climate». Journal of Climate (en inglés) 26 (1): 215-230. ISSN 0894-8755. doi:10.1175/JCLI-D-12-00001.1. Consultado el 21 de enero de 2022.
- Rojas, Maisa; Moreno, Patricio; Kageyama, Masa; Crucifix, Michel; Hewitt, Chris; Abe-Ouchi, Ayako; Ohgaito, Rumi; Brady, Esther C. et al. (2009-03). «The Southern Westerlies during the last glacial maximum in PMIP2 simulations». Climate Dynamics (en inglés) 32 (4): 525-548. ISSN 0930-7575. doi:10.1007/s00382-008-0421-7. Consultado el 21 de enero de 2022.
- Seth, Anji; Rauscher, Sara A.; Biasutti, Michela; Giannini, Alessandra; Camargo, Suzana J.; Rojas, Maisa (1 de octubre de 2013). «CMIP5 Projected Changes in the Annual Cycle of Precipitation in Monsoon Regions». Journal of Climate (en inglés) 26 (19): 7328-7351. ISSN 0894-8755. doi:10.1175/JCLI-D-12-00726.1. Consultado el 21 de enero de 2022.

## Premios y distinciones
- Premio Energía de Mujer 2020.[9]